# Örtöö
Örtöö, "kontrollpunkt" på mongoliska, var namnet på kurirsystemet under bland annat det Mongoliska imperiet på 1200- och 1300-talet. För att möjliggöra snabba kommunikationer mellan imperiets olika delar inrättades efter kinesisk förebild ett kurirsystem, örtöö. Kurirstationer låg med jämna mellanrum i imperiet och på stationerna skulle finnas mat, husrum och reservhästar. Kuriren hade en metallbricka, paiza, som visade att han var berättigad till kurirservice. Systemet möjliggjorde att meddelanden kunde färdas 20–30 mil om dagen.
Systemet benämndes jam (Ям) på ryska, ett tatariskt ord besläktat med det mongoliska ordet zam ("rutt"),